# Alsnögatan

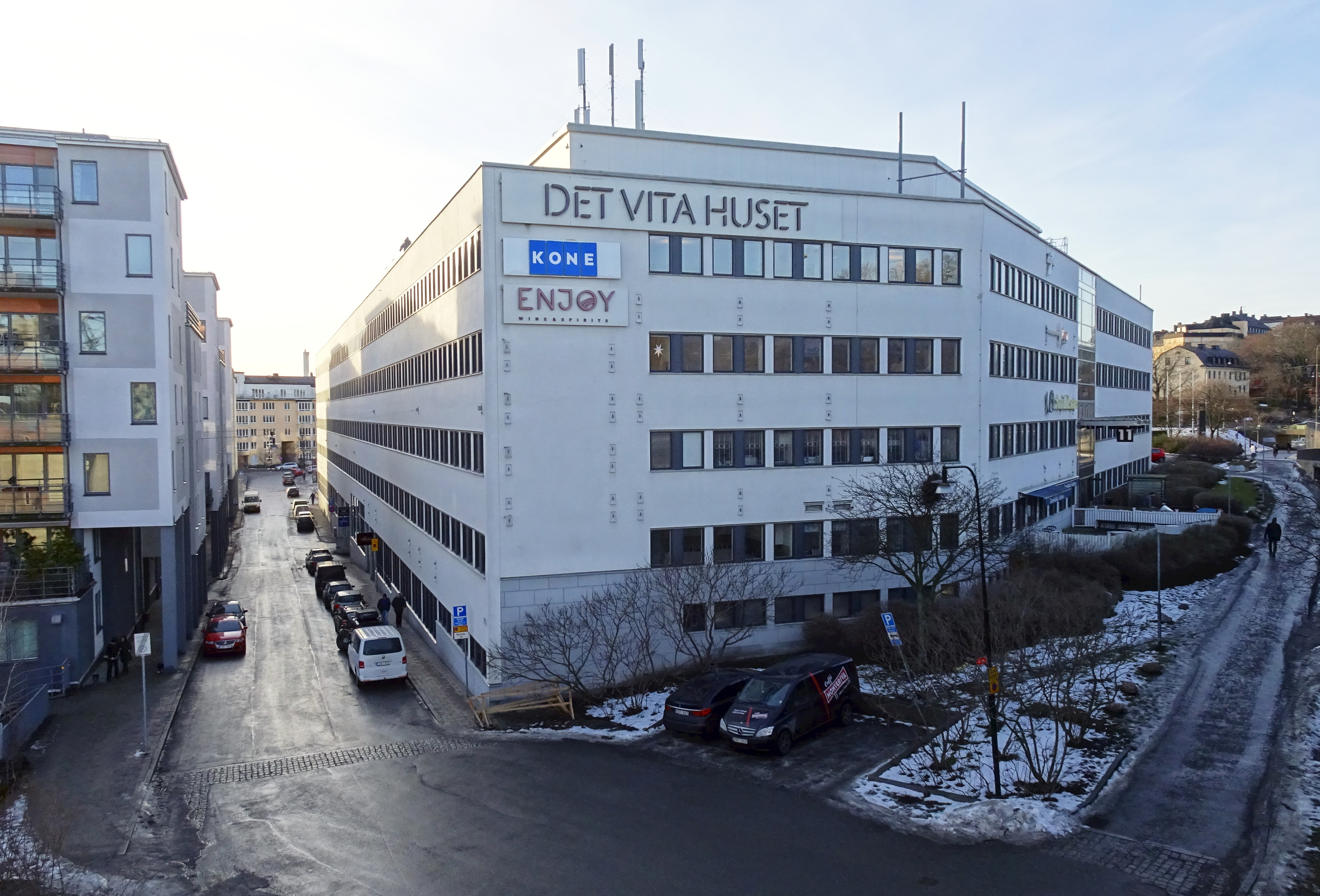
Alsnögatan med "Det Vita Huset" t.h.

Alsnögatan är en gata på nordöstra Södermalm i Stockholm. Den fick sitt nuvarande namn 1926. Gatan sträcker sig runt södra och östra sidan av kvarteret Sommaren, och går från Tegelviksgatan till gångtunneln under Folkungagatan mot Fåfängan. Trots sin korta längd (drygt 300 meter) finns några kulturhistorisk intressanta byggnader vid gatan.

## Historik

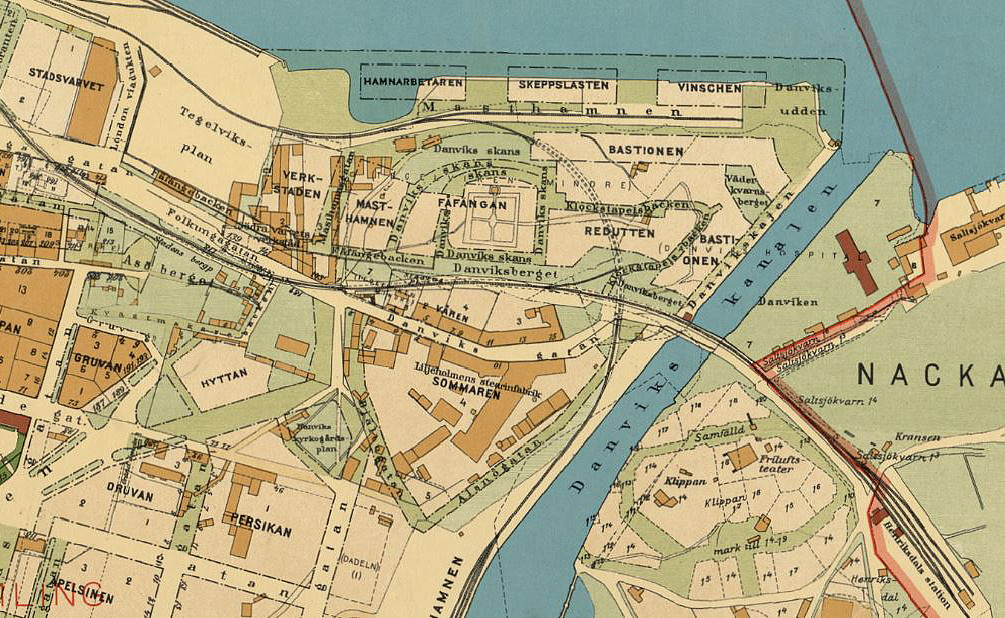
Bjälbogatan och Alsnögatan, 1930.

Namnet anknyter till Alsnö hus, den medeltida kungsgården på Adelsön i Uppland. 1921 föreslog Stockholms namnberedning att gatan mellan Hammarby strand och Folkungagatan skulle heta Bjälbogatan efter folkungagodset Bjälbo i Östergötland och 1926 föreslogs Alsnögatan som en fortsättning av Bjälbogatan. Den senare utgick dock så småningom och fanns inte kvar bland Stockholms gatunamn förrän år 2021 då det nya kvarteret Verktummen vid Rosenlundsparken färdigställdes och Bjälbogatan blev det nya namnet för gatan söder om Magnus Ladulåsgatan mellan Timmermansgränd och Swedenborgsgatan. Kvar blev dock Alsnögatan med sin nuvarande sträckning.

## Bebyggelse
Vid Alsnögatan 3 står Hovings malmgård som uppfördes 1770 av färgaren Carl Gustaf Hoving och beboddes mellan 1842 och 1848 av industri- och tidningsmannen Lars Johan Hierta. Byggnaden är blåklassad av Stockholms stadsmuseum vilket innebär att bebyggelsens kulturhistoriska värde av stadsmuseet anses motsvara fordringarna för byggnadsminnen i Kulturmiljölagen. Norr om malmgården låg fram till 1970 Liljeholmens stearinfabrik, vars verksamhet började i malmgårdens lokaler. Tomten upptas sedan 1980 av kontorskomplexet ”Det Vita Huset”, Alsnögatan 7–11. I hörnet Alsnögatan / Tegelviksgatan ligger Danviksstationen som uppfördes på 1930-talet av Stockholms elektricitetsverk och är numera ombyggd till kontor. Huset är grönmärkt av Stockholms stadsmuseum, vilket betyder att "bebyggelsen är särskilt värdefull från historisk, kulturhistorisk, miljömässig eller konstnärlig synpunkt".

### Planer på ny bebyggelse
Sedan 2020 pågår planering för kompletterande byggnader längs Alsnögatan och marken runt Hovings Malmgård. Byggplanerna har kritiserats för att de inte tar hänsyn till den unika miljön som finns runt malmgården.

## Bilder

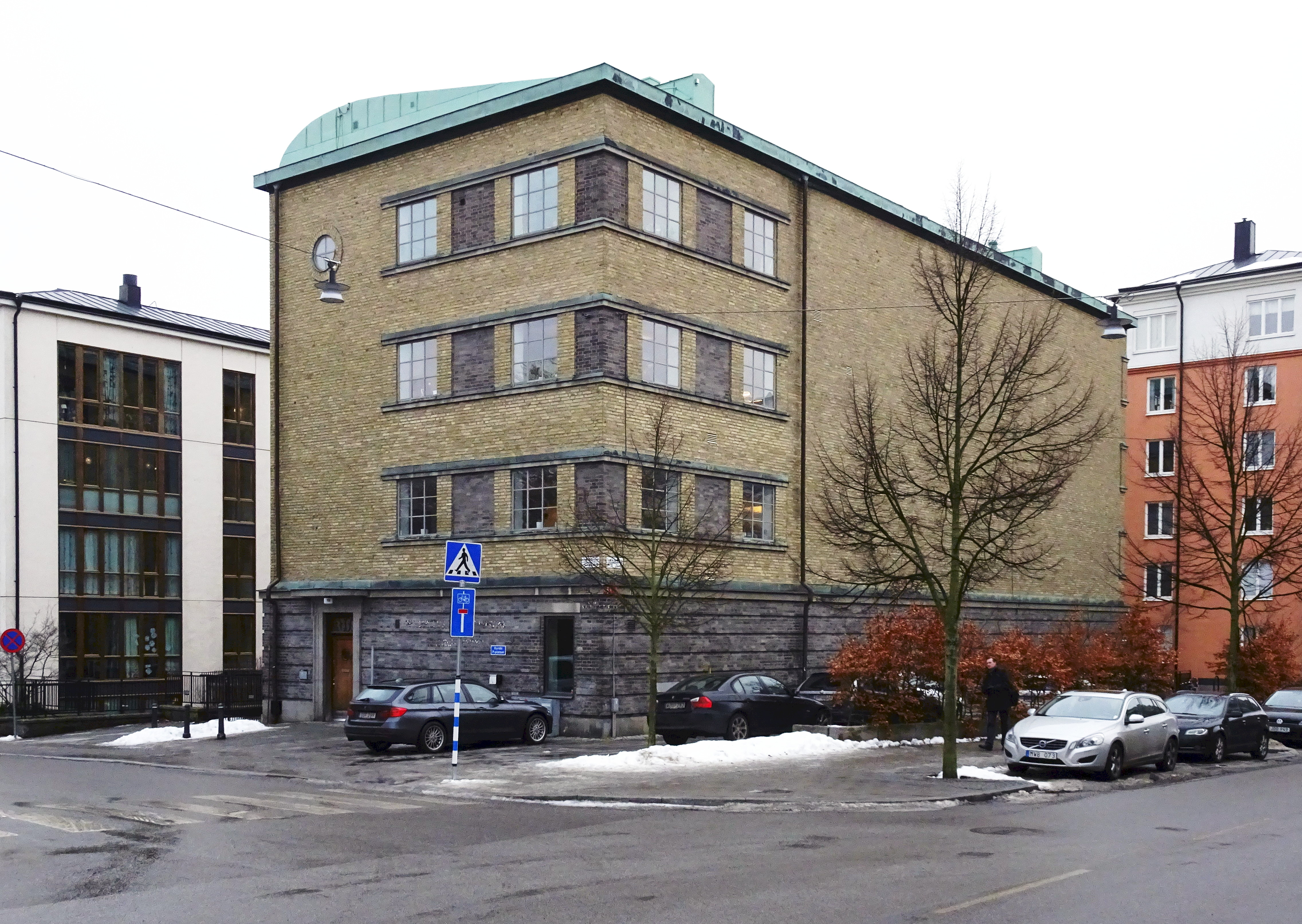
Danviksstationen
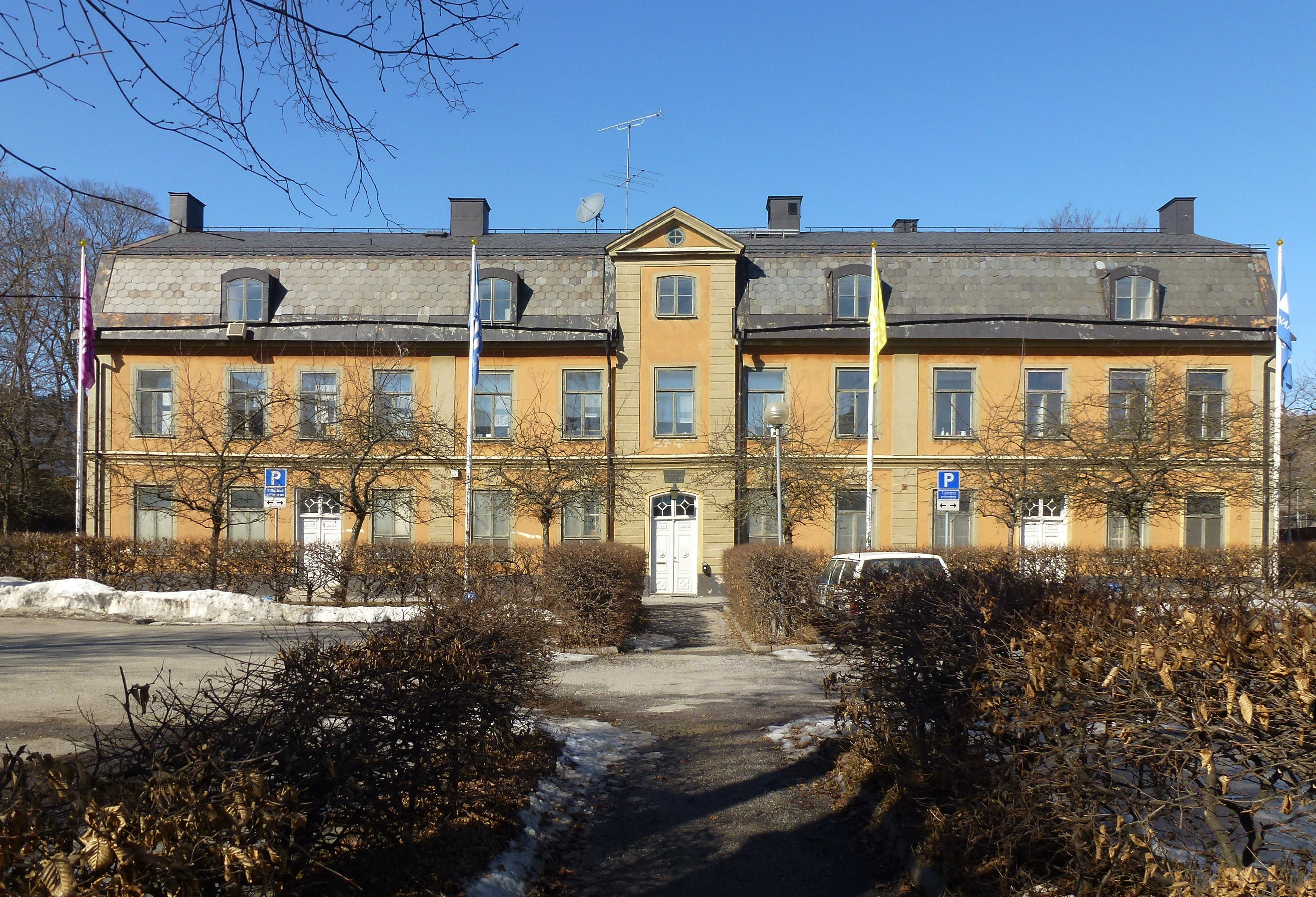
Hovings malmgård
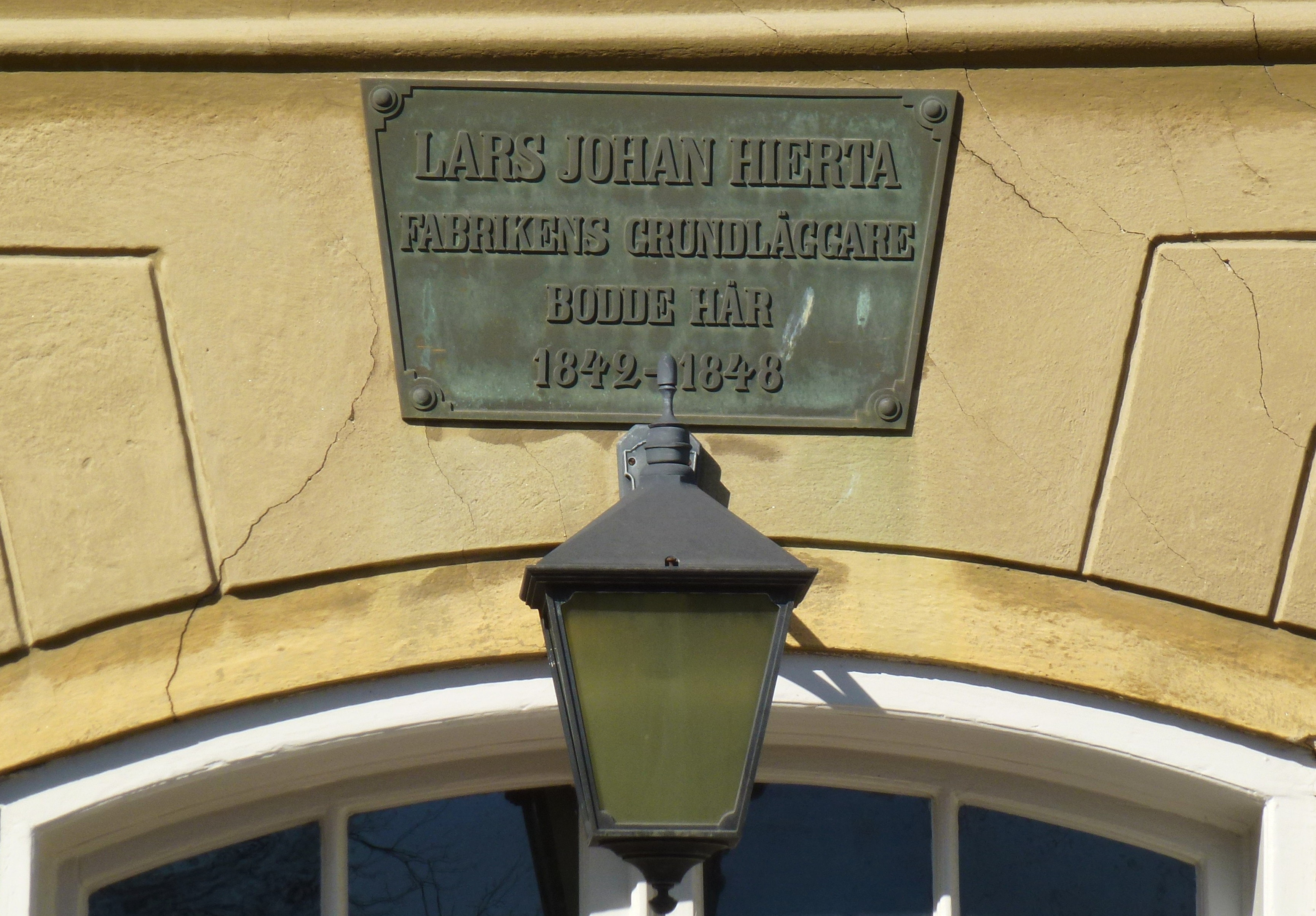
Hovings malmgård
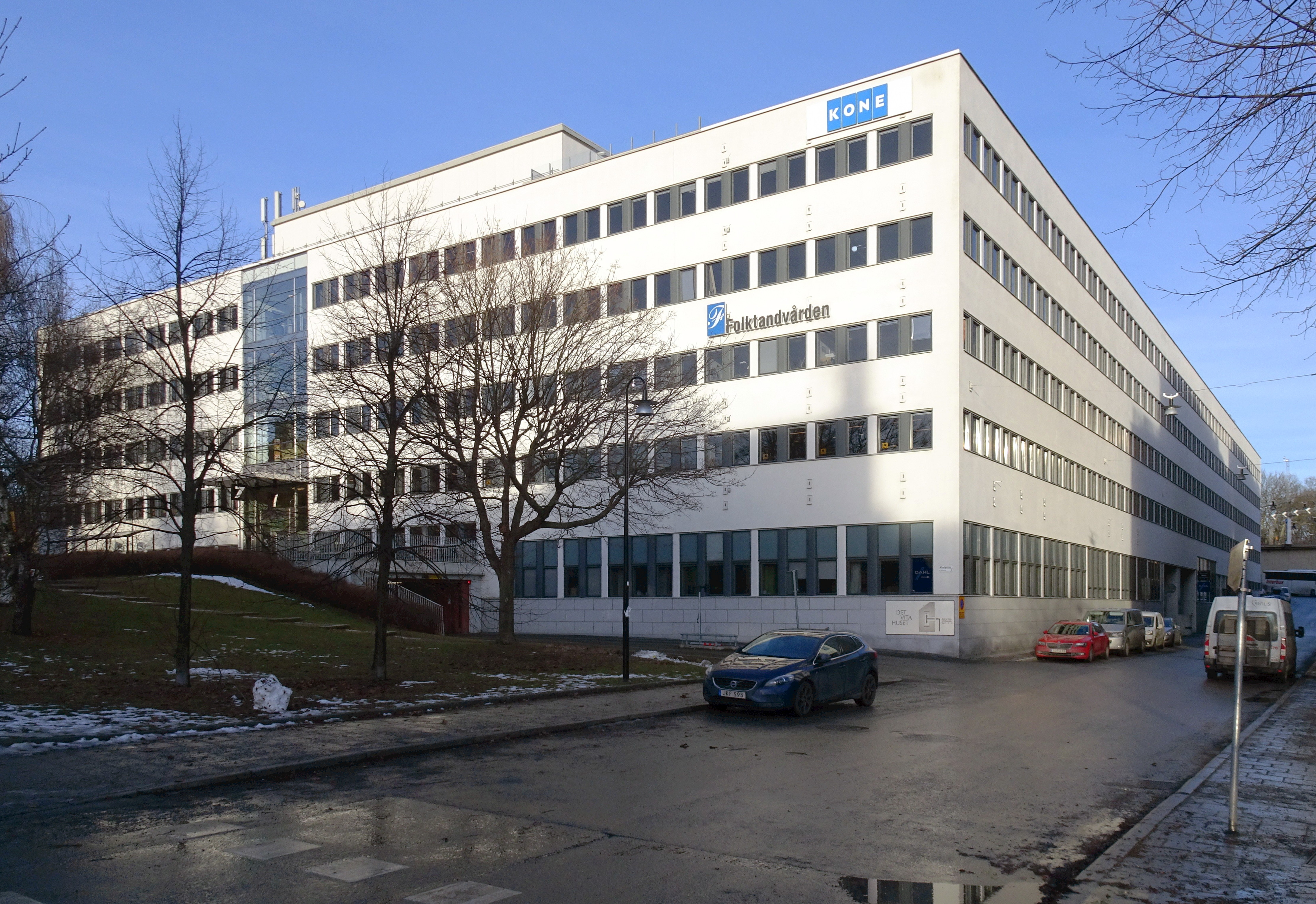
Det Vita Huset